# William Suero
Williams Suero Urban (7 de noviembre de 1966 - 29 de noviembre de 1995) fue un segunda base dominicano que jugó en las Grandes Ligas de Béisbol, desempeñándose principalmente como refuerzo en la defensa y como bateador emergente en la ofensiva de 1992 a 1993 para los Cerveceros de Milwaukee. En una carrera de dos temporadas, Suero promedió .233 en 33 partidos, incluyendo cuatro carreras, un doble y una base robada.
Murió en su natal Santo Domingo después de un fatal accidente automovilístico a la edad de 29 años el 29 de noviembre de 1995.